# Elijah Kelley
Elijah Kelley (n. 1 de agosto de 1986) es un actor, cantante y bailarín estadounidense. Apareció en 28 días, Take the Lead y en el musical Hairspray.

## Primeros años
Kelley nació y criado en LaGrange, Georgia. Asistió a la escuela Long Cane y la secundaria Troup County. De niño, protagonizó en comerciales de Coca-Cola y estuvo en Mamma Flora's Family. También estuvo en un coro con su familia. Sus padres, fueron con él cuando se mudó a Los Ángeles después de graduarse.

## Carrera
Apareció en Hairspray. La película y su actuación tuvieron críticas positivas.

## Filmografía

### Cine
| Año  | Título                | Papel                 | Notas                  |
| ---- | --------------------- | --------------------- | ---------------------- |
| 1998 | Mama Flora's Family   | Joven Willie          | Película de televisión |
| 1999 | A Lesson Before Dying | Clarence              | Película de televisión |
| 2000 | 28 días               | Darnell               |                        |
| 2000 | Heavens Fall          | Leroy Wright          |                        |
| 2000 | Rome & Jewel          | Ben                   | Directo a DVD          |
| 2006 | Take the Lead         | Danjou                |                        |
| 2007 | Hairspray             | Seaweed J. Stubbs     |                        |
| 2012 | Red Tails             | Samuel "Joker" George |                        |
| 2012 | Boys of Abu Ghraib    | Tunde                 |                        |
| 2013 | The Butler            | Charlie Gaines        |                        |
| 2015 | Strange Magic         | Sunny                 | Voz                    |

### Televisión
| Año  | Título                | Papel      | Notas                                      |
| ---- | --------------------- | ---------- | ------------------------------------------ |
| 2005 | The Shield            | Jaymon     | Episodio: "Grave"                          |
| 2005 | Everybody Hates Chris | Mesero     | Episodio: "Everybody Hates the Babysitter" |
| 2006 | Numb3rs               | Anthony    | Episodio: "The OG"                         |
| 2009 | Dirty Sexy Money      | Elon Elder | Episodio: "The Facts"                      |

## Discografía

### Bandas sonoras
- 2007: Hairspray - 10 de julio de 2007
- 2008: DisneyMania 6
- 2008: Sex and the City: Original Motion Picture Soundtrack Vol. 2

### Sencillos deHairspray
- "Run and Tell That"
- "Come So Far"
- "Without Love"
- "You Can't Stop the Beat"

### Sencillos deDisneyMania 6
- "He Lives in You"

### Semi-Pro
- "Shining Star"